# Queensrÿche (album)
Queensrÿche è il tredicesimo album in studio del gruppo musicale statunitense Queensrÿche, pubblicato il 24 giugno 2013 in Europa e il giorno successivo negli Stati Uniti.

## Tracce
1. X2 – 1:09 (musica: Scott Rockenfield)
2. Where Dreams Go to Die – 4:25 (Parker Lundgren)
3. Spore – 3:25 (Scott Rockenfield, Todd La Torre)
4. In This Light – 3:23 (Todd La Torre, Scott Rockenfield, Eddie Jackson)
5. Redemption – 4:16 (Todd La Torre, Michael Wilton)
6. Vindication – 3:26 (Micheal Wilton, Todd La Torre, Scott Rockenfield)
7. Midnight Lullaby – 0:55 (musica: Todd La Torre, Scott Rockenfield)
8. A World Without – 4:11 (Scott Rockenfield, Todd La Torre, Michael Wilton)
9. Don't Look Back – 3:13 (Todd La Torre, Michael Wilton)
10. Fallout – 2:46 (Eddie Jackson, Scott Rockenfield)
11. Open Road – 4:11 (Scott Rockenfield, Todd La Torre, Michael Wilton)

Tracce bonus nell'edizione giapponese
1. Queen of the Reich (Live) – 4:35
2. En Force (Live) – 4:21
3. Prophecy (Live) – 4:10
4. Eyes of a Stranger (Live) – 6:53

CD bonus nell'edizione limitata
1. Queen of the Reich (Live) – 4:35
2. En Force (Live) – 4:21
3. Prophecy (Live) – 4:10

## Formazione
- Todd La Torre – voce
- Michael Wilton – chitarra
- Parker Lundgren – chitarra
- Eddie Jackson – basso
- Scott Rockenfield – batteria, tastiera